# 馬利厄斯丘陵

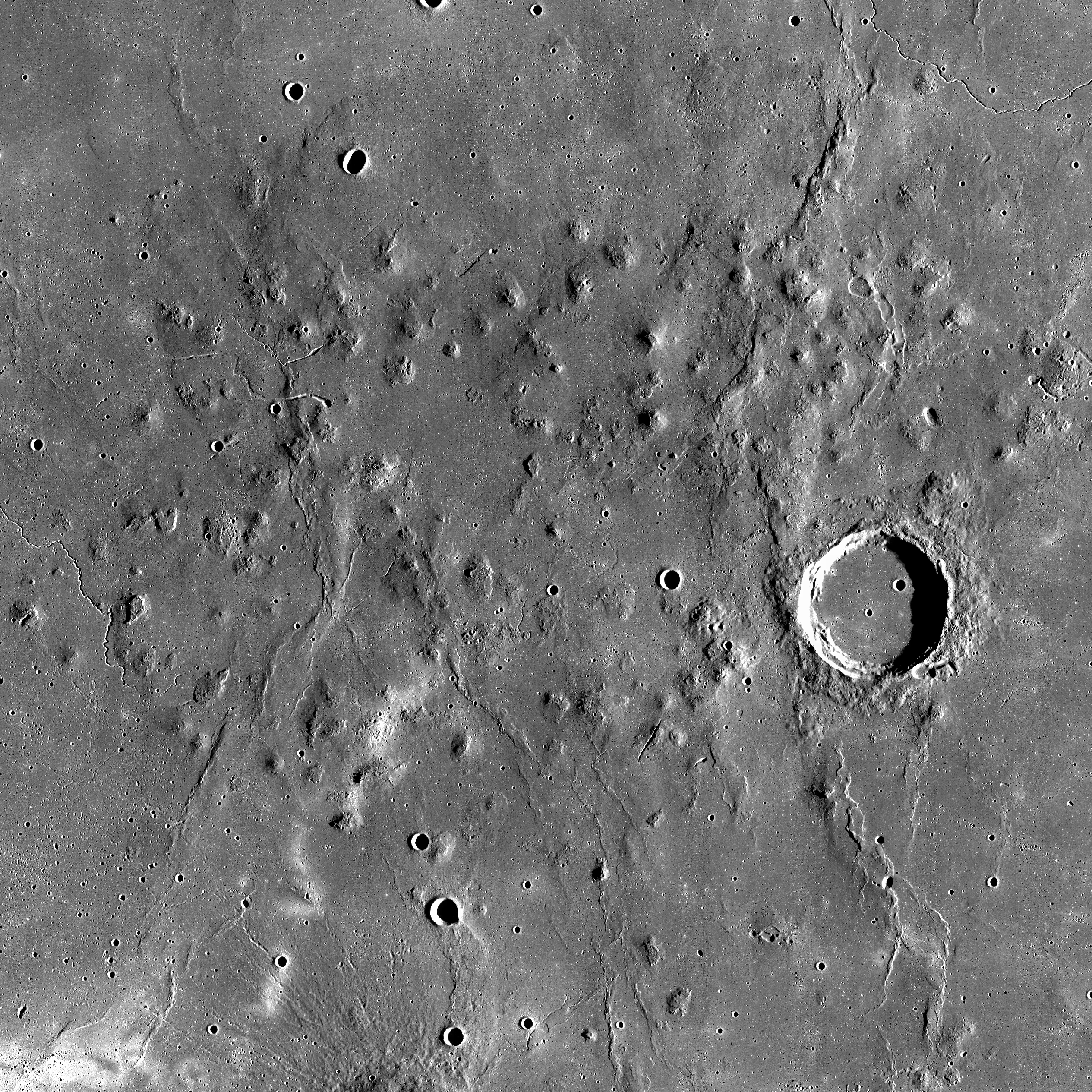
月球勘測軌道飛行器拍攝的馬利厄斯丘陵俯視圖。

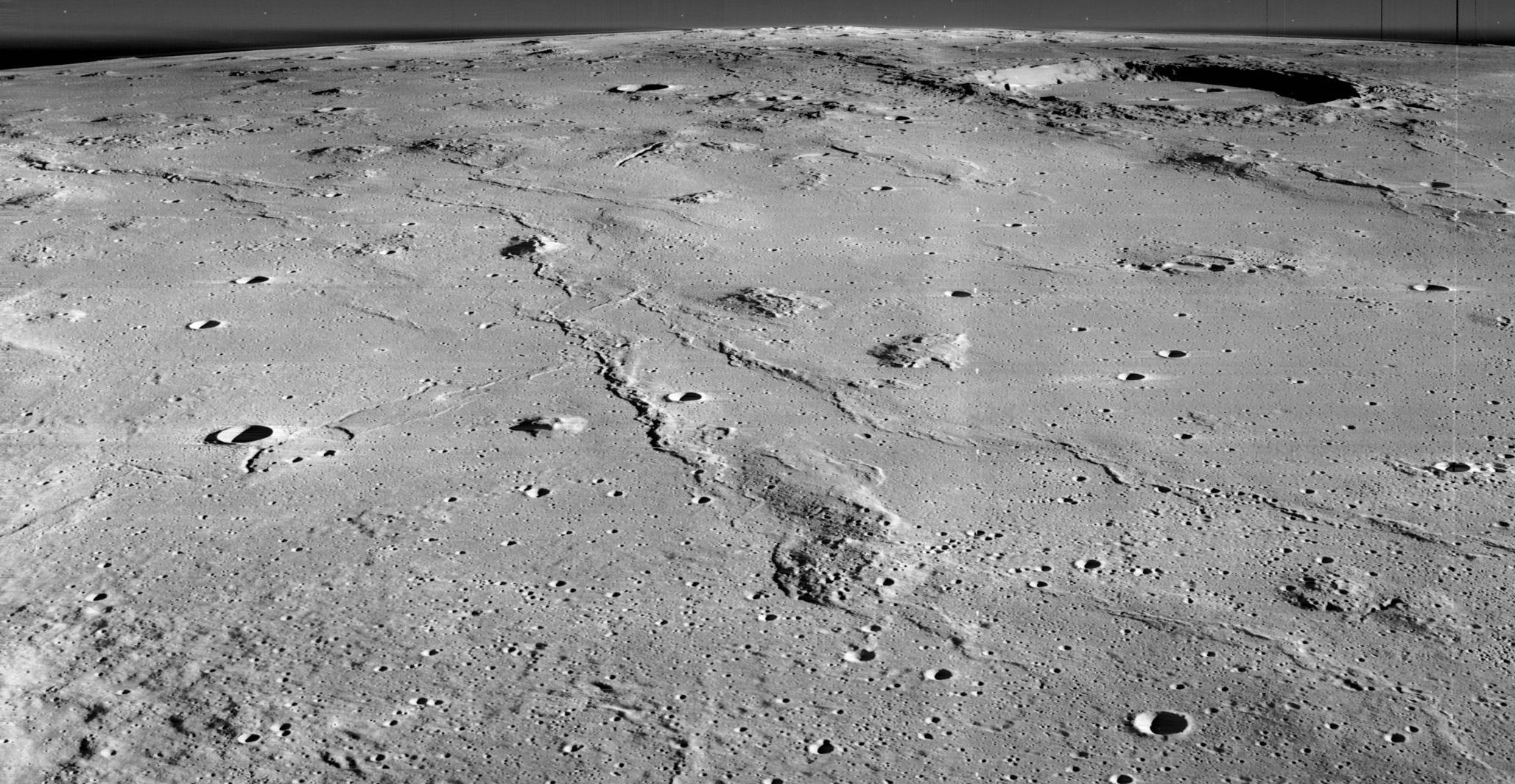
月球軌道器2號拍攝的馬利厄斯丘陵東部和馬利厄斯坑（右上角）的斜視圖

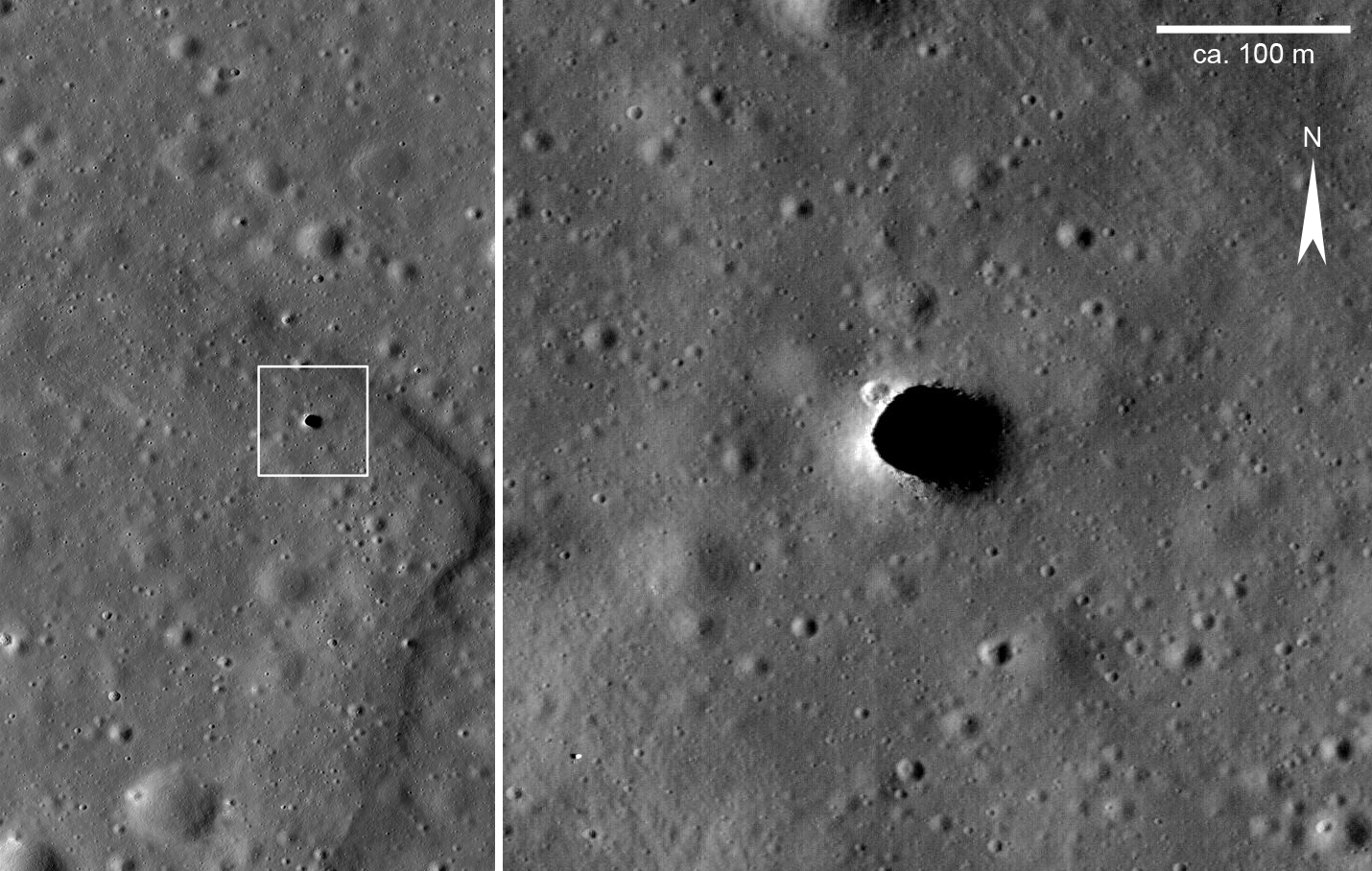
馬利厄斯丘陵上的"馬利厄斯坑"。

馬利厄斯丘陵是月球的風暴洋中一系列的火山熔岩穹丘之一。這些圓形的頂被認為是由熔岩形成的，比那些形成海的熔岩更具粘性。這些圓頂的平均高度約為200—500米（660—1,640英尺）。馬利厄斯丘陵的名字來自附近直徑為41公里（25英里）的隕石坑馬利厄斯。。這些丘陵顯示了月球表面火山地形最集中的地區。

## 地理與地質
馬利厄斯丘陵山的特點是有大量的圓頂、圓錐體、火山和火山溝渠。月球勘測軌道飛行器拍攝到一個坑，可能是熔岩管中的天窗，這表明它的部分屋頂已經坍塌，就像地球上的熔岩管停止活動後經常發生的情況。

### 穹丘
來自月球勘測軌道器的數據已用於確定馬利厄斯丘陵中兩種不同類型的穹丘：（1）形狀不規則的大穹丘，和（2）較小的，側面陡峭，直徑約為1～2公里（0.62～1.24英里）的穹丘。明亮、高反照率的巨石已被證明是馬利厄斯丘陵熔岩流的特徵。這表明是由高二氧化矽含量的塊狀熔岩形成了這些特徵。然而，這一假設並沒有得到克萊門汀號獲得的數據支持。對低反照率或低反射性巨石的分析表明，該地區的許多穹丘可能包含兩層資料：（1）一層薄薄的深色物質覆蓋（2）一層厚而明亮的物質。

### 馬利厄斯丘陵的"洞穴"
這個洞穴最早是由日本月球科學和環境探測衛星（輝夜姬號）發現，然後由月球勘測軌道器對其進行成像，而一直是許多研究和推測的物件。這一特徵可能是熔岩管中的天窗。這個洞穴的深度估計在80至88米（262至289英尺）之間，寬度估計為幾百米。在馬利厄斯丘陵周圍的其它幾個地方的雷達回波圖，也顯示發現了完整的熔岩管，這與GRAIL數據中的質量缺陷區域相對應。

## 探勘

### 阿波羅計畫

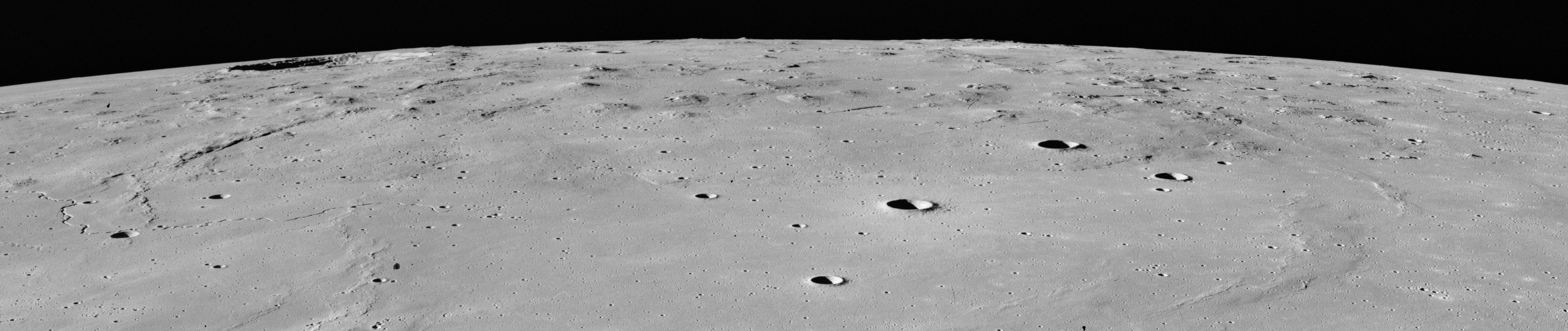
阿波罗15号拍摄的马利厄斯丘和马利厄斯陨石坑(左)斜视图

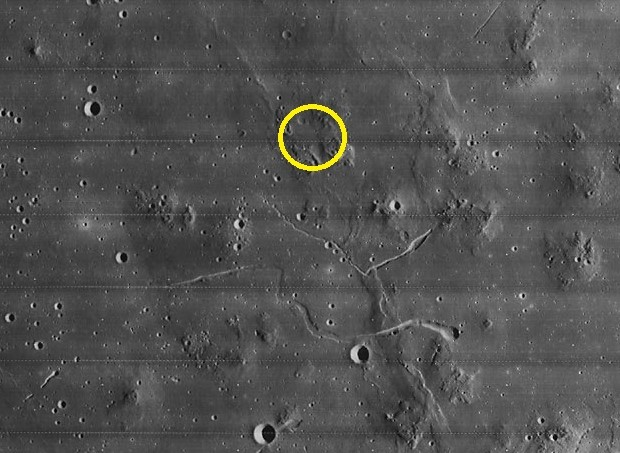
貝爾康/美國地質調查局計畫在馬利厄斯隕石坑（未顯示）西北部和該地區兩條突出但尚未命名的月溪以北登陸。這張照片是該地區月球軌道4號照片局部放大的部分。

在美國阿波羅計畫期間，馬利厄斯丘陵曾一度被認為是登月任務的可能著陸地點（最終成為阿波羅15號的替代地點），有可能從該地區的穹丘深入了解月球的火山歷史。
位於馬利厄斯丘陵北部的一個地點，位於一個小彎曲窪地附近四個穹丘之間的淺山谷中一個5公里圓圈的中心，它是1968年貝爾康報告中深入研究的九個阿波羅可能著陸地點之一，該報告描述了這九個地點的地質情况和可能的任務計畫。貝爾科姆的研究表明，特別是這個地點，可以提供近距離觀察類似於地球海洋底部的行星脊的機會，並對該地區在過去高度活躍的火山活動期間，從月球內部攪動產生的各種物質進行取樣。貝爾康的研究引用了美國地質調查局於1968年編制的一份早期研究，該研究概述了擬議登陸地點的詳細任務計畫。這些計畫包括使用月球漫遊車和月球飛行裝置的四個EVA，用於在採集採樣場地半徑內的各種特徵時，增加機動性。

### 潜在的人員居住區
可能的熔岩管可以為未來的地下月球殖民地提供輻射遮罩。然而，現時尚不清楚這些熔岩管是開放的還是可以接近的。通過遙測發現月球上另外兩個地點，包括背面的智海。這是月船1號(錢德拉揚1號，Chandrayaan-1)軌道飛行器探測到的一個更大、且完整埋藏的熔岩管，估計長度為1.7公里，寬120公尺。

## 外部連結
- Nemiroff, R.; Bonnell, J. (编). . Astronomy Picture of the Day. NASA. October 25, 2017.